# La colline 24 ne répond plus
Pour plus de détails, voir Fiche technique et Distribution.
La colline 24 ne répond plus (en hébreu : Giv'a 24 Eina Ona), est un film israélien réalisé par Thorold Dickinson et sorti en 1955.
Premier long métrage produit en Israël, le film a été présenté au Festival de Cannes 1955.

## Synopsis
L'intrigue tourne autour des histoires personnelles de soldats israéliens qui se rendent vers une colline stratégique surplombant la route de Jérusalem pour assurer sa défense.

## Fiche technique
- Titre : La Colline 24 ne répond plus
- Titre original : Giv'a 24 Eina Ona
- Réalisation : Thorold Dickinson
- Scénario : Zvi Kolitz et Peter Frye
- Musique : Paul Ben-Haim
- Photographie : Gerald Gibbs
- Montage : Joanna Dickinson et Thorold Dickinson
- Production : Thorold Dickinson et Peter Frye
- Société de production : Israel Motion Picture Studios et Sik'or Films
- Pays :  Israël
- Genre : Aventure, drame, romance et guerre
- Durée : 101 minutes
- Dates de sortie : 
  -  Israël : 1955

## Distribution
- Edward Mulhare : James Finnegan
- Michael Wager : Allan Goodman
- Margalit Oved : Esther Hadassi
- Arik Lavie : David Airam (comme Arich Lavi)
- Michael Shillo : Capt. Yehuda Berger
- Haya Harareet : Miriam Miszrahi
- Eric Greene : Agent Browning
- Stanley Preston : Chief British Agent Lawson
- Haim Eynav : Ya'acov, jeune soldat
- Zalman Lebiush : le Rabbi
- Azaria Rapaport : mercenaire allemand (ancien Nazi)
- Abraham Barzilai : officiel arabe des Nations unies
- Shoshana Damari : l'amie druze de Miriam
- Shoshana Duer : la matrone de l'hôpital
- Shraga Friedman : l'agent de voyage
- Leon Gilboa : officiel français des Nations unies
- David Hershkovitz : le vendeur de rue
- Burton Most : officiel américain des Nations unies
- David Ram : officiel israélien des Nations unies
- Ruth Rappaport : l'infirmière à l'hôpital
- Mati Raz : Levin, l'interprète
- Yossi Yadin : commandant israélien au mur de Jérusalem
- Arie Zeidmann : Itzik'l

## Distinctions
Le film a été présenté en sélection officielle en compétition au Festival de Cannes 1955.